# Лук жёлтенький
Лук жёлтенький или лук желтоватый (лат. Allium lutescens) — многолетнее травянистое растение, вид рода Лук (Allium) семейства Луковые (Alliaceae).

## Распространение и экология
В природе ареал вида охватывает Тянь-Шань. Известен из очень ограниченного района в северо-западных предгорьях Таласского Алатау. Эндемик.
Произрастает на щебнистых и каменистых склонах.

## Ботаническое описание
Луковицы удлинённо-конические или яйцевидно-конические, толщиной 0,75—1 см, длиной 2—5 см , по 1—2 прикреплены к косому корневищу, с бурыми сетчатыми оболочками. Стебель высотой 20—35 см, на треть или почти до половины одетый гладкими влагалищами листьев.
Листья в числе 3—5, линейные, шириной 1—2,5 мм, желобчатые, гладкие, приблизительно равные стеблю.
Зонтик пучковатый или пучковато-полушаровидный, многоцветковый, густой. Листочки узко-колокольчатого околоцветника бледно-жёлтые, длиной 8—12 мм, почти равные, линейно-ланцетные, очень оттянутые, острые. Нити тычинок в 2 раза короче листочков околоцветника, до половины между собой и с околоцветником сросшиеся, цельные, наружные треугольно-шиловидные, внутренние треугольные; пыльники жёлтые;. Столбик не выдается из околоцветника.
Коробочка с почти округлыми выемчатыми створками, в 2 раза короче околоцветника.

## Таксономия
Вид Лук жёлтенький входит в род Лук (Allium) семейства Луковые (Alliaceae) порядка Спаржецветные (Asparagales).
|  |                                      |  |                                                             |                                                             |                   |  | ещё 24 семейства (согласно Системе APG II) | ещё 24 семейства (согласно Системе APG II) |                     |  |  |  | ещё более 870 видов |
|  |                                      |  |                                                             |                                                             |                   |  | ещё 24 семейства (согласно Системе APG II) | ещё 24 семейства (согласно Системе APG II) |                     |  |  |  | ещё более 870 видов |
|  |                                      |  |                                                             | порядок Спаржецветные                                       |                   |  |                                            |                                            | род Лук             |  |  |  |                     |
|  |                                      |  |                                                             | порядок Спаржецветные                                       |                   |  |                                            |                                            | род Лук             |  |  |  |                     |
|  | отдел Цветковые, или Покрытосеменные |  |                                                             |                                                             | семейство Луковые |  |                                            |                                            | вид Лук жёлтенький  |  |  |  |                     |
|  | отдел Цветковые, или Покрытосеменные |  |                                                             |                                                             | семейство Луковые |  |                                            |                                            |                     |  |  |  |                     |
|  |                                      |  | ещё 44 порядка цветковых растений (согласно Системе APG II) | ещё 44 порядка цветковых растений (согласно Системе APG II) |                   |  |                                            | ещё около 300 родов                        | ещё около 300 родов |  |  |  |                     |
|  |                                      |  |                                                             | ещё 44 порядка цветковых растений (согласно Системе APG II) |                   |  |                                            |                                            | ещё около 300 родов |  |  |  |                     |